# MIPS SIMD Architecture
MSA（MIPS SIMD Architecture） 是MIPS科技公司在 MIPS64 R5 中实现的向量指令集模块，在其 P5600 SoC 中第一次实现。MSA 第一版及后续版本皆为128位向量指令。MSA 提供了111条新指令。龙芯中科在其龙芯2K1000中实现了非标准的 MSA，并且在龙芯3A/B4000中一并实现了 MSA 和 MSA2，且通过扩展 MSA2 实现了256位的 LASX 向量指令集。

## 后继版本

### MSA2
MSA2 是MIPS科技公司继 MSA 后推出的新向量指令集，在龙芯3A/B4000中首次实现。龙芯中科以此拓展出256位的 LASX 向量指令集。